# Jeux de l'Extrême-Orient 1913
Navigation
Édition suivante
Les 1ers Jeux de l'Extrême-Orient (officiellement Far Eastern Olympic Games (en)) ont eu lieu du 4 au 11 février 1913 à Manille, aux Philippines. Le tournoi a été ouvert par le gouverneur général William Cameron Forbes au Carnival Grounds, le principal stade de Manille.

## Organisation

### Sports
- Athlétisme
- Baseball
- Basket-ball
- Football
- Natation
- Plongeon
- Tennis
- Volley-ball

### Participants
- Philippines
- Chine
- Japon
- États malais fédérés
- Siam
- Hong Kong

## Classement
Le classement final était établit en fonction du nombre de disciplines remportées.
| Rang | Nation               | Victoire | Discipline                                                                 |
| ---- | -------------------- | -------- | -------------------------------------------------------------------------- |
| 1    | Philippines          | 7        | Athlétisme, Basket-ball, Football, Natation, Plongeon, Tennis, Volley-ball |
| 2    | Japon                | 1        | Baseball                                                                   |
| 3    | Chine                | 0        |                                                                            |
| 3    | États malais fédérés | 0        |                                                                            |
| 3    | Siam                 | 0        |                                                                            |
| 3    | Hong Kong            | 0        |                                                                            |

## Tableau des médailles
| Rang  | Nation      | Or | Argent | Bronze | Total |
| ----- | ----------- | -- | ------ | ------ | ----- |
| 1     | Philippines | 16 | 8      | 8      | 34    |
| 2     | Chine       | 4  | 11     | 6      | 21    |
| 3     | Japon       | 3  | 1      | 1      | 5     |
| Total | Total       | 23 | 20     | 15     | 58    |

N.B Les résultats ci-dessus sont incomplets et ne prennent en compte que les résultats complets d'athlétisme, de baseball, de basket-ball et de football ainsi que les médailles d'or de tennis et de volley-ball